# Bradypodion dracomontanum
Bradypodion dracomontanum este o specie de cameleoni din genul Bradypodion, familia Chamaeleonidae, descrisă de Raw 1976. A fost clasificată de IUCN ca specie cu risc scăzut. Conform Catalogue of Life specia Bradypodion dracomontanum nu are subspecii cunoscute.